# John Holmes Dingle
John Holmes Dingle (24 novembre 1908 - 15 septembre 1973) est un médecin et professeur de médecine américain.

## Jeunesse et éducation
Dingle est né à Cooperstown, Dakota du Nord en 1908. Son père, un pasteur méthodiste, a six enfants beaucoup plus âgés d'un premier mariage, tandis que Dingle est le seul enfant d'un second mariage. La famille déménage à Seattle quand il a treize ans, cinq ans après la mort de son père, pour vivre avec l'un de ses demi-frères.
Dingle obtient son baccalauréat et sa maîtrise en pharmacologie à l'Université de Washington, avant de terminer un doctorat à l'École d'hygiène et de santé publique de l'Université Johns-Hopkins en 1933. Il passe les deux années suivantes en tant que bactériologiste au sein du Maryland State Department of Health Laboratory et Upjohn Company. En 1935, il entre à la Harvard Medical School, où il étudie avec Hans Zinsser. Pendant son séjour à l'école de médecine, Dingle, avec son camarade Leroy Fothergill, confirme que les oiseaux jouent un rôle dans la transmission de l'encéphalite équine orientale, qui a récemment tué cinq enfants en Nouvelle-Angleterre. Il a contribué à plus de vingt articles publiés au moment de l'obtention de son diplôme.

## Carrière médicale
Après avoir terminé son doctorat en médecine en 1939, il passe un an comme officier de maison au Boston Children's Hospital. Il rejoint ensuite le Thorndike Memorial Laboratory du Boston City Hospital en tant que Fellow "Francis Weld Peabody". En 1941, il devient instructeur au département de bactériologie et d'immunologie de Harvard. Au cours de la Seconde Guerre mondiale, Dingle rejoint le Corps médical de l'armée. Il dirige la Commission sur les maladies respiratoires aiguës à Fort Bragg. Après la fin de la guerre, Dingle et plusieurs autres qui ont servi dans son département fondent le Département de médecine préventive de la Western Reserve University (plus tard la Case Western Reserve University). Il y reste pour toute sa carrière.
Dingle est en fauteuil roulant à partir de 1969 en raison d'un trouble musculo-squelettique non diagnostiqué. Il démissionne de son poste de chef de département, mais reste membre du personnel enseignant jusqu'à sa mort d'une crise cardiaque quatre ans plus tard.

## Honneurs et récompenses
Dingle reçoit de nombreux prix au cours de sa carrière. Pour son service militaire, tant en uniforme que civil, il reçoit la Légion du mérite et le prix du service civil exceptionnel. Il est nommé membre de l'Académie nationale des sciences en 1958. Il reçoit le Prix Albert-Lasker pour la recherche médicale clinique en 1959 pour ses recherches sur les affections respiratoires. Il est président de l'American Association of Immunologists, de l'American Epidemiological Society et de la Central Society for Clinical Research.